# おしぼりうどん

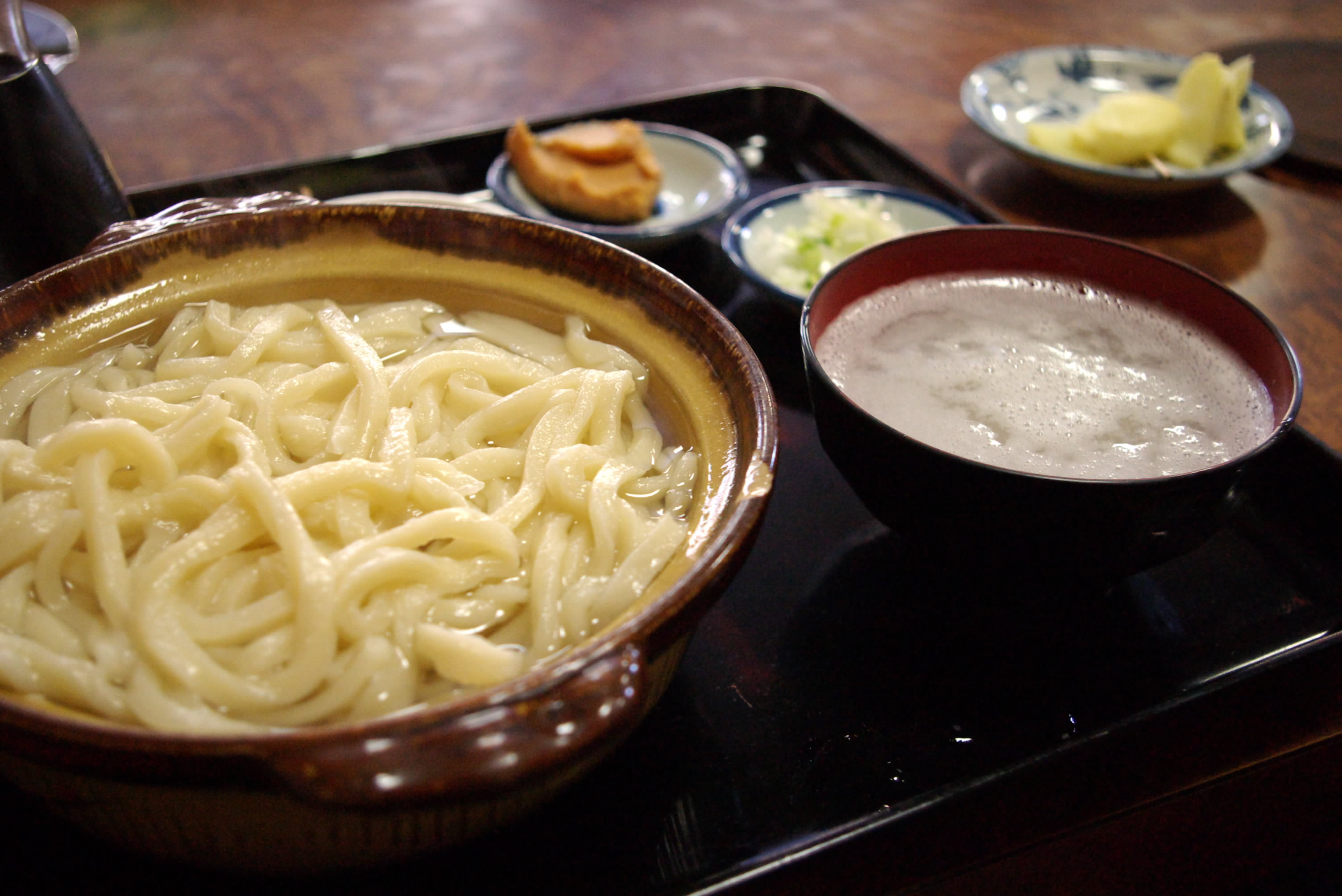
おしぼりうどんの例
右の器が搾り汁、中央奥が味噌

おしぼりうどんは、長野県埴科郡坂城町周辺の郷土料理である。

## 概要

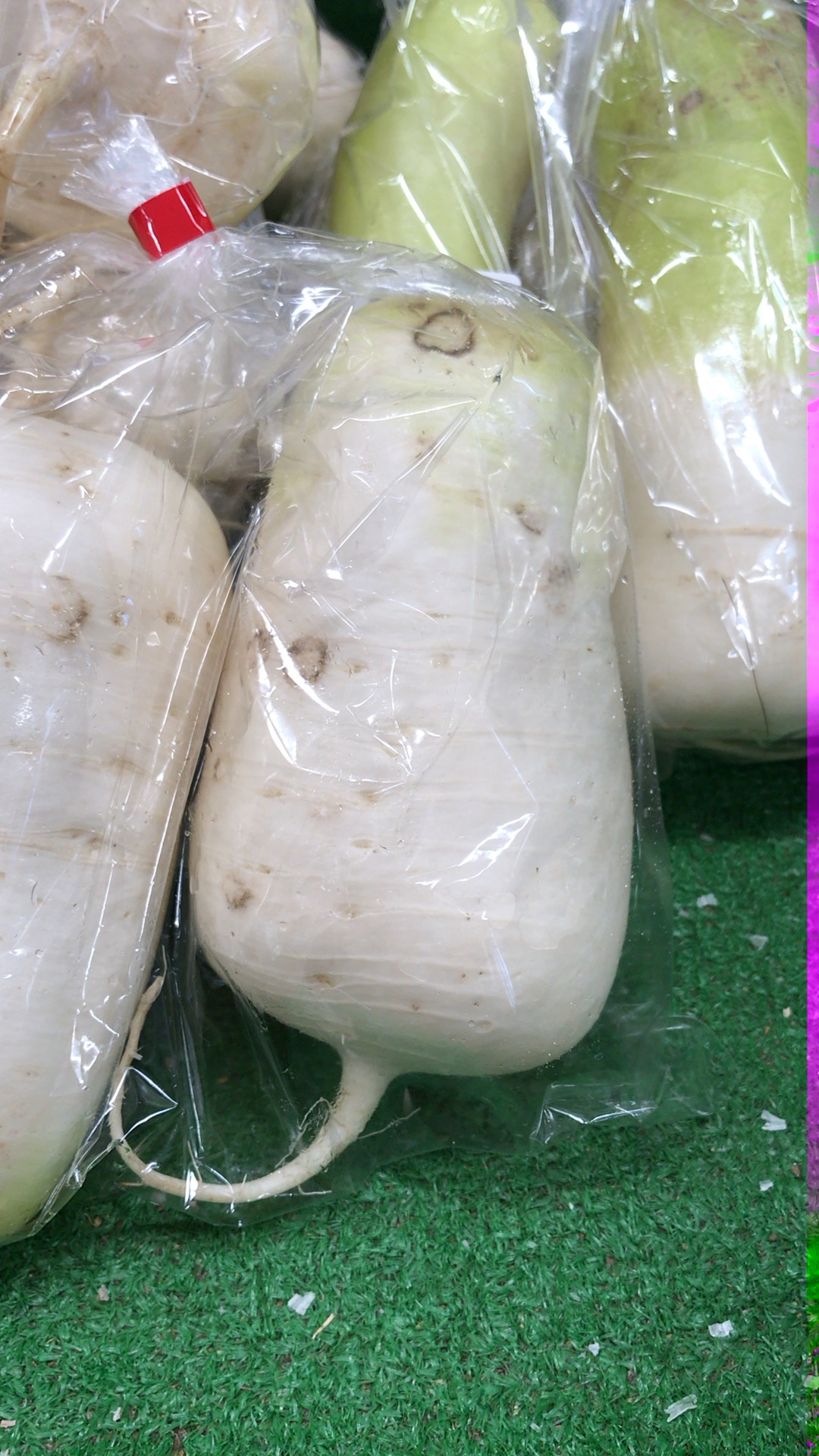
典型的な形のねずみ大根

坂城町の特産品でもあるねずみ大根（辛味大根）をすりおろして絞った「おしぼり」と呼ばれるしぼり汁に信州味噌を溶かし、薬味を加えて、茹でたての温かいうどんを食べる料理である。うどんはザルに盛って提供されることもあるが、専用の鍋で茹でて釜揚げうどんとして提供されることが多い。薬味には、ネギとカツオ節が定番となっている。
麺つゆやだし汁ではなく、大根のしぼり汁を使うのが特徴であり、名前の由来ともなっている。
ねずみ大根の辛味はとても強いが、刺激的な辛さの後味にほのかな甘みを感じるのが特徴である。
ねずみ大根の収穫期である冬に食べられる料理である。
各家庭で作られるほか、うどん店や道の駅のレストランなどでの販売も行われている。

## 歴史
ねずみ大根のしぼり汁と信州味噌の相性は良いが、普及したのは江戸時代から明治時代にかけてである。

## 類似の料理
- おしぼりそば - 長野県内の戸隠地区（長野市）や千曲市（旧更埴市、旧戸倉町）の郷土料理。辛味大根の絞り汁に味噌を溶かしたものに冷たい蕎麦を浸して食す[1]。